# EU-Gipfel Februar 2016
Der EU-Gipfel Februar 2016 fand vom 18. bis 19. Februar 2016 in Brüssel, Belgien, statt. Den Vorsitz hatte EU-Ratspräsident Donald Tusk.

## Themen
Zentrale Themen des Gipfels waren unter anderem die Flüchtlingskrise und Bestrebungen zum Verbleib des Vereinten Königreichs in der EU.

### Großbritannien
Nach langen Verhandlungen hatten sich die Staats- und Regierungschefs der EU auf ein Reformpaket für Großbritannien verständigt. „Wir haben einige Fortschritte gemacht, aber eine Menge muss noch getan werden“, hatte EU-Ratspräsident Donald Tusk erklärt.
Bundeskanzlerin Angela Merkel äußerte sich überwiegend positiv zu der Einigung mit dem britischen Premierminister David Cameron, erklärte aber, das ihr manche Kompromisse nicht leichtgefallen seien, insbesondere beim britischen Ausstieg aus der Verpflichtung zur weiteren Vertiefungs der EU, von welcher das Vereinigte Königreich Abstand genommen hatte. Es war vereinbart worden, dass diese Ausnahmeregelung für Großbritannien in einer EU-Vertragsänderung verankert werden solle.
Weiterhin wurde über die Forderungen Camerons debattiert, zugewanderten EU-Bürgern bestimmte Sozialleistungen für einen Zeitraum von bis zu vier Jahren vorzuenthalten. Man hatte sich schließlich darauf geeinigt, dass die Sozialleistungs-„Notbremse“ maximal sieben Jahre gelten solle. Insbesondere mittel- und osteuropäische Länder kritisierten Camerons Forderungen. EU-Parlamentschef Martin Schulz sagte: „Das führt dazu, dass Regierungen, die befürchten müssen, dass Bürgerinnen und Bürger ihrer Länder wie Bürger zweiter Klasse behandelt werden, bei dieser Ausnahmesituation dreimal nachfragen.“
Weiterhin hatte Cameron auf ein Mitspracherecht bei Entscheidungen der Eurozone gefordert, falls diese Auswirkungen für London hätten. Frankreich und Belgien wiederum widersprachen Londons Wunsch nach einem stärkeren Mitspracherecht bei Entscheidungen der Euro-Länder und Ausnahmen von der europäischen Bankenaufsicht. Ein direktes Vetorecht erhielt der Premier nicht.
Bundeskanzlerin Angela Merkel betonte nach den Verhandlungen: „Ich glaube, dass wir Großbritannien nicht zu viel gegeben haben.“ Cameron erklärte, er wolle nun mit dem Reformpaket bei dem bevorstehenden Referendum für einen Verbleib des Vereinigten Königreichs in der EU werben. Er habe eine Sonderrolle für sein Land in der EU ausgehandelt. „Ich habe eine Abmachung verhandelt, die dem Vereinigten Königreich einen besonderen Status in der EU verleihen wird“. So wolle er den sogenannten Brexit verhindern. Kanzlerin Merkel wies darauf hin, dass die Vereinbarungen an den Verbleib Großbritanniens in der EU geknüpft seien.

### Flüchtlingskrise
Weiteres Thema des Gipfels war die Flüchtlingskrise. Ein geplanter Besuch des türkischen Ministerpräsidenten Ahmet Davutoğlu wegen der Krise wurde von der türkischen Regierung wegen des Terroranschlags auf einen Militärkonvoi in Ankara abgesagt.
Der griechische Regierungschef Alexis Tsipras hatte Zusagen im Zusammenhang mit der Flüchtlingskrise zur Voraussetzung für seine Zustimmung zu den Verhandlungen mit Großbritannien gemacht. Griechenland war das erste Land, das die Flüchtlingskrise offen mit einem anderen Thema verknüpft hatte. Tsipras hatte gefordert, dass bis zum nächsten Gipfel keine Grenzen für Flüchtlinge geschlossen würden. „Wenn nicht, wird die griechische Regierung dem Abschlusstext nicht zustimmen.“ Hunderttausende Flüchtlinge hatten über Griechenland ungehindert die Balkan-Route Richtung Norden nehmen können. Die Visegrad-Staaten sowie Österreich hatten erklärt, sie wollten die Grenze des Nicht-EU-Landes Mazedonien zu Griechenland schließen.
Österreich wurde für das Vorhaben, pro Tag nur noch 80 Asylbewerber ins Land zu lassen, von anderen Gipfelteilnehmern kritisiert. „Dies ist eine Entscheidung Österreichs“, erklärte Merkel. „Sie hat manchen überrascht, insbesondere an der Westbalkanroute.“ Die EU-Kommission hatte bereits vor Gipfelbeginn mitgeteilt, die Begrenzung der Zahl von Asylanträgen in Österreich stehe im Widerspruch mit der Europäischen Menschenrechtskonvention, der Genfer Konvention sowie Artikel 18 der EU-Grundrechtecharta. Österreich erklärte schließlich, man wolle mit der Umsetzung der Obergrenze bis zu einem Sondergipfel Mitte März abwarten, auf dem mit der Türkei wesentliche Fragen abgesprochen werden sollten.